# Vivo per lei
Vivo per lei é um single do tenor italiano Andrea Bocelli, lançado entre 1996 e 1997. É um dueto com Giorgia gravado em 1995 para o álbum Romanza, de Bocelli. O single foi posteriormente lançado como dueto com Hélène Ségara (na França), Judy Weiss (na Alemanha), Marta Sánchez (na Espanha) e Sandy (no Brasil).
A versão com Marta Sánchez, intitulada Vivo por ella, atingiu o topo das paradas musicais da Espanha, tendo sido incluída também em seu álbum One Step Closer. As demais versões foram lançado ao longo do ano de 1997. Na versão em português, (Vivo por ella) lançada em 1997, Bocelli dividiu a canção com Sandy, então integrante da dupla Sandy & Junior.
"Vivo por ella" é um single lançado pela cantora brasileira Sandy com o cantor italiano Andrea Bocelli. Houve videoclipe, onde o cantor toca piano e os dois cantam. A canção chegou a ficar em primeiro lugar no Hot 100 Brasil por três dias. A música foi lançada digitalmente em lojas online e frequentemente fica entre as mais vendidas em vários países como Brasil, Lituânia e Bolívia. Em outubro de 2016, Andrea Bocelli fez uma turnê no Brasil e o single voltou para os mais vendidos no iTunes Brasil, a melhor posição foi 26.º.